# 여자 테니스 협회
여자 테니스 협회(Women's Tennis Association, WTA)는 1973년 설립된 세계 여자 프로 테니스 운영 단체이다. WTA는 세계 여자 테니스 투어를 주관하고 있으며 남자 프로 테니스 투어는 프로 테니스 협회(ATP)에서 관장하고 있다.
여자 테니스 협회는 1970년 9월 23일 '버지니아 슬림' 대회를 시초로 텍사스 휴스턴에서 시작되었다. 미국의 전설적인 여자 테니스 선수 빌리 진 킹이 초기 협회 운영을 주도했다. 현재 본부는 미국 플로리다 세인트 피터스버그에 위치해있으며, 유럽 지부는 런던에, 그리고 아시아-태평양 지부는 베이징에 있다.

## 역사
WTA 투어의 전신인 버지니아 슬림 서킷(Virginia Slims Circuit)은 1970년 9월 빌리 진 킹이 이끄는 9명의 선수가 월드 테니스(World Tennis) 출판사의 글래디스 헬드먼(Gladys Heldman)과의 1달러 계약서에 서명하면서 시작되었다. 킹을 제외한 나머지 8명의 선수는 로즈마리 카잘스, 낸시 리치, 케리 멜빌 레이드. 피치스 바르트코비츠, 크리스티 피전, 쥬디 테가트 달튼, 발레리 지장퓌스, 그리고 줄리 헬드먼이었다. 글래디스 헬드먼과 조 컬만을 비롯한 그녀의 동료들로 구성된 팀은 최초의 여자 프로 테니스 서킷의 창설을 도왔으며, 필립 모리스와 버지니아 슬림이 재정적 지원을 제공했다. 1970년 9월 23일 서킷의 첫 대회인 휴스턴 버지니아 슬림 오픈(Virginia Slims of Houston)가 개최되었으며, 이 대회는 훗날 수많은 여자 프로 테니스 대회의 시초가 되었다. 총 19개의 대회로 구성되었던 서킷은 모두 미국에서 열렸으며(단, 1개 대회는 푸에르토리코에서 개최), 총 상금은 309,100 달러였다.
버지니아 슬림 서킷은 상금 배분 방식 및 당시 테니스계가 겪고 있던 여러 변화로 인해 기존에 남녀 통합으로 개최되고 있었던 일부 대회에서 제외되는 어려움을 겪기도 했다. 오픈 시대의 첫 2년간 많은 수의 남자 선수들이 프로로 전향하였고, 그들이 참가한 남녀 통합 대회들은 많은 투자 자금을 끌어모을 수 있었다. 이렇게 남자 대회가 인기를 끌자 국제 론 테니스 연맹(ILTF)은 그들이 주관하는 몇몇 대회에서 여자 경기 부문을 빼기 시작했던 것이다. 일례로, 1970년 ILTF는 이전까지 남녀 통합 대회로 개최되었던 15개 대회에서 여자 경기를 제외시키고 남자 대회로 인가하였다.
WTA 투어가 오늘날과 같이 여자 스포츠계의 선도적인 위치까지 성장할 수 있었던 데에는 1973년 윔블던 대회 1주 전 런던의 글로스터 호텔(Gloucester Hotel)에서 열린 공식 회의를 통해 모든 여자 프로 테니스 투어를 하나로 통합하기로 결정했던 것이 중요한 계기로 작용했다. 1975년 WTA는 협회 창립 이래 최초로 CBS와 TV 중계권 계약을 체결함으로써 재정 기반을 더욱 단단하게 다졌다. 뒤이어 1976년에는 콜게이트 팔몰리브 사와 4~11월 투어 스폰서 계약을 체결하였다. 1979년에는 버지니아 슬림의 뒤를 이어 에이본 사가 겨울 서킷의 새로운 스폰서로 선정되었으며, 에이본 사의 후원으로 스폰서십 계약 후 첫 해에 당시 WTA 사상 최대였던 상금 10만 달러 규모의 에이본 챔피언십을 개최하였다. 당시 에이본 사가 미국 지역 대회만 후원하였던 것에 반해 콜게이트 사가 후원하는 콜게이트 시리즈(1981년 도요타 시리즈로 변경)는 세계 전역의 대회를 포함하고 있었다. 이 두 서킷은 버지니아 슬림이 전체 투어의 스폰서로 재선정된 1983년부터 통합되었다. 오늘날 WTA의 주관 하에 열리는 모든 대회는 버지니아 슬림 월드 챔피언십 시리즈(Virginia Slims World Championships Series)의 일부이다.
1980년까지 250명 이상의 여자 프로 선수들이 WTA에 등록되어 있었으며, 세계 각국에서 열리는 대회가 총 47개, 총 상금 규모 7천 2백만 달러였다. 여자 테니스 투어의 이러한 양적 성장은 단순히 테니스계뿐만 아니라 세계 여자 스포계 전반의 발전에 기여했다. 1971년 빌리 진 킹이 여자 스포츠 선수로서는 세계 최초로 한 해 10만 달러 이상의 상금을 벌어들였으며, 1976년에는 크리스 에버트가 여자 스포츠 선수 사상 최초로 통산 상금액 100만 달러를 돌파했다. 1982년에는 마르티나 나브라틸로바가 한 해 상금액 100만 달러를 넘어섰으며, 1984년 그녀의 한 해 상금액은 200만 달러 이상까지 올라갔다. 1997년에는 마르티나 힝기스가 최초로 한 해 300만 달러 이상의 상금을 벌어들였고, 2003년에는 킴 클레이스터르스가 한 해 400만 달러 이상의 상금을 기록했다. 2006년 WTA와 비너스 윌리엄스를 비롯한 여자 선수들은 프랑스 오픈과 윔블던에서 남녀 우승자의 상금을 동일하게 책정할 것을 요구했고, 이에 두 대회는 2007년부터 테니스 역사상 최초로 남녀 우승자의 상금을 동일하게 책정하기 시작했다. 이러한 변화 덕분에 2007년 프랑스 오픈에서 우승한 쥐스틴 에냉은 그 해 상금 수입이 500만 달러를 초과할 수 있었으며, 이는 여자 스포츠 선수 사상 최초의 기록이었다.
2003년 4월 16일, 래리 스콧(Larry Scott)이 WTA의 회장 겸 CEO로 취임하였다. 그는 회장 재임 기간 중 소니 에릭슨과 6년간 8천 8백만 달러의 스폰서십 계약을 성사시켰으며, 이는 여자 스포츠 사상 최대 규모였다. 2009년 3월 24일, 래리 스콧 회장은 2009년 7월 1일부터 그가 태평양 10개 대학 협의회(Pacific Ten Conference)의 위원직을 맡게 됨에 따라 WTA의 회장직에서 물러난다고 밝혔다. 2009년 7월 6일, WTA는 새로운 회장 겸 CEO로서 2006년부터 WTA 의장(president)직을 맡아왔던 스테이시 앨라스터(Stacey Allaster)를 선임하였음을 공식 발표하였다.

## 대회 분류
WTA는 전체 여자 대회를 몇 개의 종류로 분류하고 있다. 2009년 WTA 투어에는 프리미어 대회(Premier Tournaments) 분류가 신설되었다. 대회의 개수가 26개에서 20개로 줄어든 점을 제외하고는 프리미어 대회는 기존의 티어(Tier) I 대회 및 티어 II 대회를 그대로 대체하였다. 티어 III 및 티어 IV 대회는 인터내셔널 대회(International Tournaments) 분류에 의해 대체되었다.
1. 그랜드 슬램 대회 (4개)
2. 연말 챔피언십(WTA 투어 챔피언십), 총 상금액 미정
3. 프리미어 대회:
  1. 프리미어 맨데터리(Premier Mandatory): 4개의 남녀 통합 대회. 대회별 총 상금액은 남녀 동일하게 각각 540만 달러씩이다. 4개의 대회는 각각 인디언 웰즈, 마이애미, 마드리드, 그리고 베이징에서 열린다.
  2. 프리미어 5(Premier Five): 총 상금 2백만 달러 규모의 5개 대회. 각각 도하/두바이, 로마, 토론토/몬트리얼, 신시내티, 그리고 우한에서 열린다.
  3. 프리미어: 총 상금 71만~2백만 달러 규모의 12개 대회.
4. 인터내셔널 대회: 총 상금 25만 달러 규모의 33개 대회. 단, 2016년 투어에서 선전 오픈, 타이완 오픈, 프라하 오픈, 텐진 오픈은 상금이 50만 달러이다.

한편, 랭킹 포인트는 ITF 대회 및 올림픽 테니스 종목에서도 획득할 수 있다.

## 랭킹 산정 방법
WTA는 매주 WTA 투어 참가 선수들의 단식 및 복식 경기 성적에 따른 랭킹을 발표한다. 랭킹 포인트는 각 대회에서 선수들이 진출한 최종 회전(round)을 기준으로 산정된다. 다음은 2010년 각 분류 대회의 회전별 랭킹 포인트 배정을 정리한 것이다.
| 설명                                      | 우승 | 준우승 | 4강                                                  | 8강                                                  | 16강                                                 | 32강                                                 | 64강                                                 | 128강                                                | 예선 통과                                            | 예선 3회전 | 예선 2회전 | 예선 1회전 |
| ----------------------------------------- | ---- | ------ | ---------------------------------------------------- | ---------------------------------------------------- | ---------------------------------------------------- | ---------------------------------------------------- | ---------------------------------------------------- | ---------------------------------------------------- | ---------------------------------------------------- | ---------- | ---------- | ---------- |
| 그랜드 슬램 (단식)                        | 2000 | 1400   | 900                                                  | 500                                                  | 280                                                  | 160                                                  | 100                                                  | 5                                                    | 60                                                   | 50         | 40         | 2          |
| 그랜드 슬램 (복식)                        | 2000 | 1400   | 900                                                  | 500                                                  | 280                                                  | 160                                                  | 5                                                    | -                                                    | 48                                                   | -          | -          | -          |
| WTA 투어 챔피언십 (복)                    | +450 | +360   | 라운드 로빈 경기 1승당 230 라운드 로빈 경기 1패당 70 | 라운드 로빈 경기 1승당 230 라운드 로빈 경기 1패당 70 | 라운드 로빈 경기 1승당 230 라운드 로빈 경기 1패당 70 | 라운드 로빈 경기 1승당 230 라운드 로빈 경기 1패당 70 | 라운드 로빈 경기 1승당 230 라운드 로빈 경기 1패당 70 | 라운드 로빈 경기 1승당 230 라운드 로빈 경기 1패당 70 | 라운드 로빈 경기 1승당 230 라운드 로빈 경기 1패당 70 | -          | -          | -          |
| WTA 투어 챔피언십 (복식)                  | 1500 | 1050   | 690                                                  | -                                                    | -                                                    | -                                                    | -                                                    | -                                                    | -                                                    | -          | -          | -          |
| 프리미어 맨데터리 (96S)                   | 1000 | 700    | 450                                                  | 250                                                  | 140                                                  | 80                                                   | 50                                                   | 5                                                    | 30                                                   | -          | 20         | 1          |
| 프리미어 맨데터리 (64S)                   | 1000 | 700    | 450                                                  | 250                                                  | 140                                                  | 80                                                   | 5                                                    | -                                                    | 30                                                   | -          | 20         | 1          |
| 프리미어 맨데터리 (28/32D)                | 1000 | 700    | 450                                                  | 250                                                  | 140                                                  | 5                                                    | -                                                    | -                                                    | -                                                    | -          | -          | -          |
| 프리미어 5 (56S)                          | 900  | 620    | 395                                                  | 225                                                  | 125                                                  | 70                                                   | 1                                                    | -                                                    | 30                                                   | -          | 20         | 1          |
| 프리미어 5 (28D)                          | 900  | 620    | 395                                                  | 225                                                  | 125                                                  | 1                                                    | -                                                    | -                                                    | -                                                    | -          | -          | -          |
| 프리미어 (56S)                            | 470  | 320    | 200                                                  | 120                                                  | 60                                                   | 40                                                   | 1                                                    | -                                                    | 12                                                   | -          | 8          | 1          |
| 프리미어 (32S)                            | 470  | 320    | 200                                                  | 120                                                  | 60                                                   | 1                                                    | -                                                    | -                                                    | 20                                                   | 12         | 8          | 1          |
| 프리미어 (16D)                            | 470  | 320    | 200                                                  | 120                                                  | 1                                                    | -                                                    | -                                                    | -                                                    | -                                                    | -          | -          | -          |
| Commonwealth Bank Tournament of Champions | +180 | +170   | 출전 선수 일인당 70 라운드 로빈 경기 1승당 90        | 출전 선수 일인당 70 라운드 로빈 경기 1승당 90        | 출전 선수 일인당 70 라운드 로빈 경기 1승당 90        | 출전 선수 일인당 70 라운드 로빈 경기 1승당 90        | 출전 선수 일인당 70 라운드 로빈 경기 1승당 90        | 출전 선수 일인당 70 라운드 로빈 경기 1승당 90        | 출전 선수 일인당 70 라운드 로빈 경기 1승당 90        | -          | -          | -          |
| 인터내셔널 (56S)                          | 280  | 200    | 130                                                  | 70                                                   | 30                                                   | 15                                                   | 1                                                    | -                                                    | 10                                                   | -          | 6          | 1          |
| 인터내셔널 (32S)                          | 280  | 200    | 130                                                  | 70                                                   | 30                                                   | 1                                                    | -                                                    | -                                                    | 16                                                   | 10         | 6          | 1          |
| 인터내셔널 (16D)                          | 280  | 200    | 130                                                  | 70                                                   | 1                                                    | -                                                    | -                                                    | -                                                    | -                                                    | -          | -          | -          |
| ITF $100,000 + H(32)                      | 150  | 110    | 80                                                   | 40                                                   | 20                                                   | 1                                                    | -                                                    | -                                                    | 6                                                    | 4          | 1          | -          |
| ITF $100,000 + H(16)                      | 150  | 110    | 80                                                   | 40                                                   | 1                                                    | -                                                    | -                                                    | -                                                    | -                                                    | -          | -          | -          |
| ITF $100,000 (32)                         | 140  | 100    | 70                                                   | 36                                                   | 18                                                   | 1                                                    | -                                                    | -                                                    | 6                                                    | 4          | 1          | -          |
| ITF $100,000 (16)                         | 140  | 100    | 70                                                   | 36                                                   | 1                                                    | -                                                    | -                                                    | -                                                    | -                                                    | -          | -          | -          |
| ITF $75,000 + H(32)                       | 130  | 90     | 58                                                   | 32                                                   | 16                                                   | 1                                                    | -                                                    | -                                                    | 6                                                    | 4          | 1          | -          |
| ITF $75,000 + H(16)                       | 130  | 90     | 58                                                   | 32                                                   | 1                                                    | -                                                    | -                                                    | -                                                    | -                                                    | -          | -          | -          |
| ITF $75,000 (32)                          | 110  | 78     | 50                                                   | 30                                                   | 14                                                   | 1                                                    | -                                                    | -                                                    | 6                                                    | 4          | 1          | -          |
| ITF $75,000 (16)                          | 110  | 78     | 50                                                   | 30                                                   | 1                                                    | -                                                    | -                                                    | -                                                    | -                                                    | -          | -          | -          |
| ITF $50,000 + H(32)                       | 90   | 64     | 40                                                   | 24                                                   | 12                                                   | 1                                                    | -                                                    | -                                                    | 6                                                    | 4          | 1          | -          |
| ITF $50,000 + H(16)                       | 90   | 64     | 40                                                   | 24                                                   | 1                                                    | -                                                    | -                                                    | -                                                    | -                                                    | -          | -          | -          |
| ITF $50,000 (32)                          | 70   | 50     | 32                                                   | 18                                                   | 10                                                   | 1                                                    | -                                                    | -                                                    | 6                                                    | 4          | 1          | -          |
| ITF $50,000 (16)                          | 70   | 50     | 32                                                   | 18                                                   | 1                                                    | -                                                    | -                                                    | -                                                    | -                                                    | -          | -          | -          |
| ITF $25,000 (32)                          | 50   | 34     | 24                                                   | 14                                                   | 8                                                    | 1                                                    | -                                                    | -                                                    | 1                                                    | -          | -          | -          |
| ITF $25,000 (16)                          | 50   | 34     | 24                                                   | 14                                                   | 1                                                    | -                                                    | -                                                    | -                                                    | -                                                    | -          | -          | -          |
| ITF $10,000 (32)                          | 12   | 8      | 6                                                    | 4                                                    | 1                                                    | -                                                    | -                                                    | -                                                    | -                                                    | -          | -          | -          |
| ITF $10,000 (16)                          | 12   | 8      | 6                                                    | 1                                                    | 0                                                    | -                                                    | -                                                    | -                                                    | -                                                    | -          | -          | -          |

※ "+H"는 추가 드로 배정이 가능함을 가리킴.
출처: “2010 Official Rulebook” (PDF). 《sonyericssonwtatour.com》. 193-202쪽. 2010년 2월 6일에 확인함.

## 기록

### 통산 기록

#### 상금
- 통산 상금 순위(영어) - 2010년 11월 8일 기준:

| 순위 | 선수                    | 상금 (US$)  |
| ---- | ----------------------- | ----------- |
| 1.   | 세리나 윌리엄스 *       | 32,773,004  |
| 2.   | 비너스 윌리엄스 *       | 27,681,772  |
| 3.   | 린지 대븐포트           | 22,144,735  |
| 4.   | 슈테피 그라프           | 21,895,277  |
| 5.   | 마르티나 나브라틸로바   | 21,626,089  |
| 6.   | 킴 클레이스터르스 *     | 21,431,916  |
| 7.   | 쥐스틴 에냉 *           | 20,863,335  |
| 8.   | 마르티나 힝기스         | 20,130,657  |
| 9.   | 아란차 산체스 비카리오  | 16,942,640  |
| 10.  | 스베틀라나 쿠즈네초바 * | 15,143,223  |
| 11.  | 아멜리 모레스모         | 15,022,476  |
| 12.  | 모니카 셀레스           | 14,891,762  |
| 13.  | 엘레나 데멘티에바       | 14,867,437  |
| 14.  | 마리아 샤라포바 *       | 13,744,179  |
| 15.  | 옐레나 얀코비치 *       | 11,569,440  |
| *    | - 현역 선수             | - 현역 선수 |

- 2010년 11월 8일 현재:
  - 1970년 9월 이후 241명의 선수가 1백만 달러 이상의 상금을 벌어들였다.
  - 1970년 9월 이후45명의 선수가 5백만 달러 이상의 상금을 벌어들였다.
  - 1970년 9월 이후27명의 선수가 8백만 달러 이상의 상금을 벌어들였다.
  - 1970년 9월 이후20명의 선수가 1천만 달러 이상의 상금을 벌어들였다.
  - 1970년 9월 이후11명의 선수가 1천5백만 달러 이상의 상금을 벌어들였다.
  - 1970년 9월 이후 8명의 선수가 2천만 달러 이상의 상금을 벌어들였다.
  - 1970년 9월 이후 2명의 선수가 2천5백만 달러 이상의 상금을 벌어들였다.
  - 1970년 9월 이후1명의 선수가 3천만 달러 이상의 상금을 벌어들였다.

#### 승률

##### 전체 단식 통산 승률
전체 대회 참가 회수 25회 이상인 선수 / 오픈 시대 이후의 공식 WTA 투어 대회에서의 기록만을 대상으로 함.
| 순위        | 선수명                  | 승    | 패  | 승률% |
| ----------- | ----------------------- | ----- | --- | ----- |
| 1.          | 마거릿 코트             | 593   | 56  | 91.37 |
| 2.          | 크리스 에버트           | 1,309 | 146 | 89.97 |
| 3.          | 슈테피 그라프           | 902   | 115 | 88.69 |
| 4.          | / 마르티나 나브라틸로바 | 1,442 | 219 | 86.82 |
| 5.          | / 모니카 셀레스         | 595   | 122 | 82.98 |
| 6.          | 세리나 윌리엄스*        | 452   | 97  | 82.33 |
| 7.          | 쥐스틴 에냉*            | 493   | 107 | 82.17 |
| 8.          | 빌리 진 킹              | 695   | 155 | 81.76 |
| 9.          | 이본 굴라공 콜리        | 704   | 165 | 81.01 |
| 10.         | 마리아 샤라포바*        | 336   | 79  | 80.90 |
| 11.         | 킴 클레이스터르스*      | 439   | 106 | 80.55 |
| 12.         | 비너스 윌리엄스*        | 551   | 134 | 80.44 |
| 13.         | 마르티나 힝기스         | 548   | 133 | 80.47 |
| 14.         | 린지 대븐포트           | 753   | 194 | 79.35 |
| 15.         | 가브리엘라 사바티니     | 632   | 189 | 76.98 |
| * 현역 선수 |                         |       |     |       |

출처: 세리나 윌리엄스, 비너스 윌리엄스, 마리아 샤라포바, 이본 굴라공 콜리(이 선수들은 표상에 출처 명기)를 제외한 모든 선수들에 대한 자료 출처는 2009 Official Guide to Professional Tennis(소니 에릭슨 WTA 투어 엮음)의 251페이지이다. 마거릿 코트와 빌리 진 킹은 1968년 오픈 시대가 시작되기 훨씬 전부터 선수생활을 시작하였다. 따라서 위의 통계는 두 선수의 전체 통산 전적을 반영하고 있지는 않다. 예를 들어, 다음의 외부 웹사이트는 마거릿 코트의 단식 통산 전적이 1,180승 107패(91.7%)라는 자료를 제시하고 있다.

##### 클레이 코트 단식 통산 승률
클레이 코트 대회 참가 회수 20회 이상인 선수 / 오픈 시대 이후의 공식 WTA 투어 대회에서의 기록만을 대상으로 함.
| 순위        | 선수명                  | 승  | 패 | 승률% |
| ----------- | ----------------------- | --- | -- | ----- |
| 1.          | 크리스 에버트           | 316 | 20 | 94.1  |
| 2.          | 슈테피 그라프           | 268 | 29 | 90.2  |
| 3.          | 쥐스틴 에냉             | 122 | 19 | 86.5  |
| 4.          | / 모니카 셀레스         | 142 | 25 | 85.0  |
| 5.          | 마르티나 힝기스         | 109 | 25 | 81.3  |
| 6.          | / 마르티나 나브라틸로바 | 202 | 47 | 81.1  |
| 7.          | 가브리엘라 사바티니     | 196 | 49 | 80.0  |
| 8.          | 비너스 윌리엄스*        | 117 | 32 | 78.5  |
| 9.          | 린지 대븐포트           | 120 | 35 | 77.4  |
| 10.         | 마리아 샤라포바*        | 44  | 13 | 77.2  |
| * 현역 선수 |                         |     |    |       |

출처: WTA 보관됨 2021-12-08 - 웨이백 머신 - 2009년 4월 27일 기준.

##### 하드 코트 단식 통산 승률
하드 코트 대회 참가 회수 20회 이상인 선수 / 오픈 시대 이후의 공식 WTA 투어 대회에서의 기록만을 대상으로 함.
| 순위        | 선수명                  | 승  | 패  | 승률% |
| ----------- | ----------------------- | --- | --- | ----- |
| 1.          | 슈테피 그라프           | 330 | 36  | 90.2  |
| 2.          | 크리스 에버트           | 303 | 36  | 89.4  |
| 3.          | / 마르티나 나브라틸로바 | 340 | 48  | 87.6  |
| 4.          | / 모니카 셀레스         | 303 | 57  | 84.2  |
| 5.          | 세리나 윌리엄스*        | 266 | 51  | 83.9  |
| 6.          | 쥐스틴 에냉             | 233 | 51  | 82.0  |
| 7.          | 킴 클레이스터르스       | 236 | 52  | 81.9  |
| 8.          | 비너스 윌리엄스*        | 294 | 66  | 81.7  |
| 9.          | 마리아 샤라포바*        | 172 | 39  | 81.5  |
| 10.         | 린지 대븐포트           | 465 | 115 | 80.2  |
| * 현역 선수 |                         |     |     |       |

출처: WTA 보관됨 2021-12-08 - 웨이백 머신 - 2009년 4월 27일 기준.

##### 잔디 코트 단식 통산 승률
잔디 코트 대회 참가 회수 10회 이상인 선수 / 오픈 시대 이후의 공식 WTA 투어 대회에서의 기록만을 대상으로 함.
| 순위        | 선수명                  | 승  | 패 | 승률% |
| ----------- | ----------------------- | --- | -- | ----- |
| 1.          | / 마르티나 나브라틸로바 | 305 | 39 | 88.7  |
| 2.          | 크리스 에버트           | 184 | 25 | 88.0  |
| 3.          | 비너스 윌리엄스*        | 68  | 10 | 87.2  |
| 4.          | 세리나 윌리엄스*        | 52  | 8  | 86.7  |
| 5.          | 슈테피 그라프           | 85  | 15 | 85.0  |
| 6.          | 마리아 샤라포바*        | 52  | 10 | 83.9  |
| 7.          | 쥐스틴 에냉             | 45  | 10 | 81.8  |
| 8.          | 야나 노보트나           | 79  | 21 | 79.0  |
| 9.          | 킴 클레이스터르스       | 40  | 11 | 78.4  |
| 10.         | 트레이시 오스틴         | 43  | 12 | 78.2  |
| * 현역 선수 |                         |     |    |       |

출처: WTA 보관됨 2021-12-08 - 웨이백 머신 - 2008년 12월 29일 기준.

##### 카펫 코트 단식 통산 승률
카펫 코트 대회 참가 회수 10회 이상인 선수 / 오픈 시대 이후의 공식 WTA 투어 대회에서의 기록만을 대상으로 함.
| 순위        | 선수명                  | 승  | 패 | 승률% |
| ----------- | ----------------------- | --- | -- | ----- |
| 1.          | / 마르티나 나브라틸로바 | 516 | 58 | 89.9  |
| 2.          | 슈테피 그라프           | 189 | 23 | 89.2  |
| 3.          | 크리스 에버트           | 209 | 39 | 84.3  |
| 4.          | 세리나 윌리엄스*        | 34  | 7  | 82.9  |
| 5.          | 마르티나 힝기스         | 97  | 23 | 80.8  |
| 6.          | 킴 클레이스터르스       | 50  | 13 | 79.4  |
| 7.          | / 모니카 셀레스         | 98  | 26 | 79.0  |
| 8.          | 린지 대븐포트           | 93  | 27 | 77.5  |
| 9.          | 트레이시 오스틴         | 85  | 25 | 77.3  |
| 10.         | 비너스 윌리엄스*        | 50  | 17 | 74.6  |
| * 현역 선수 |                         |     |    |       |

출처: Women's Tennis Association 보관됨 2021-12-08 - 웨이백 머신 - 2008년 12월 29일 기준.

#### 승수

##### 단식 최다 승리
다음 표는 오픈 시대의 공식 WTA 투어 대회 기록만을 대상으로 한다.
| 순위        | 선수명                  | 승수  |
| ----------- | ----------------------- | ----- |
| 1           | / 마르티나 나브라틸로바 | 1,442 |
| 2           | 크리스 에버트           | 1,309 |
| 3           | 슈테피 그라프           | 902   |
| 4           | 버지니아 웨이드         | 839   |
| 5           | 아란차 산체스 비카리오  | 759   |
| 6           | 린지 대븐포트           | 753   |
| 7           | 콘치타 마르티네스       | 739   |
| 8           | 이본 굴라공 콜리        | 704   |
| 9           | 빌리 진 킹              | 695   |
| 10          | 가브리엘라 사바티니     | 632   |
| 11          | 팸 슈라이버             | 623   |
| 12          | 헬레나 수코바           | 618   |
| 13          | 나탈리 토지아           | 606   |
| 14          | / 모니카 셀레스         | 595   |
| 15          | 마거릿 코트             | 593   |
| * 현역 선수 |                         |       |

출처: 이본 굴라공 콜리(표에 주석으로 표기)를 제외한 모든 선수들의 자료 출처는 2009 Official Guide to Professional Tennis(소니 에릭슨 WTA 투어 엮음) 251 페이지이다. 마거릿 코트와 빌리 진 킹, 버지니아 웨이드는 1968년 오픈 시대가 시작되기 훨씬 전부터 선수생활을 시작하였다. 따라서 위의 통계는 두 선수의 전체 통산 전적을 반영하고 있지는 않다. 예를 들어, 다음의 외부 웹사이트는 선수들의 단식 경기 통산 전적과 관련하여 마거릿 코트가 통산 1,180승, 그리고 버지니아 웨이드가 통산 983승 을 거두었다는 자료를 제시하고 있다.

##### 랭킹 1위 선수 상대 단식 최다 승리
다음 표는 WTA가 랭킹 집계를 전산화한 1975년 11월 3일부터 세계 랭킹 1위 선수를 상대로 한 경기에서 가장 많은 승리를 거둔 선수들의 순위를 나타낸다.
| 순위        | 선수명                  | 승수 | 상대 랭킹 1위 선수                                                                                               |
| ----------- | ----------------------- | ---- | --- |
| 1           | / 마르티나 나브라틸로바 | 18   | 크리스 에버트 (13), 모니카 셀레스 (3), 슈테피 그라프 (2)                                                         |
| 2           | 린지 대븐포트           | 14   | 마르티나 힝기스 (11), 제니퍼 캐프리아티 (1), 슈테피 그라프 (1), 아멜리 모레스모 (1)                              |
| 3           | 비너스 윌리엄스*        | 13   | 마르티나 힝기스 (8), 린지 대븐포트 (2), 세리나 윌리엄스 (1), 옐레나 얀코비치 (1), 디나라 사피나 (1)              |
| 4           | 슈테피 그라프           | 11   | 모니카 셀레스 (5), 마르티나 나브라틸로바 (3), 린지 대븐포트 (1), 마르티나 힝기스 (1), 아란차 산체스 비카리오 (1) |
| 5           | 가브리엘라 사바티니     | 10   | 슈테피 그라프 (7), 모니카 셀레스 (2), 마르티나 나브라틸로바 (1)                                                  |
| =           | 세리나 윌리엄스*        | 10   | 마르티나 힝기스 (4), 제니퍼 캐프리아티 (2), 쥐스틴 에냉 (2), 비너스 윌리엄스 (1), 린지 대븐포트 (1)              |
| 7           | 트레이시 오스틴         | 9    | 마르티나 나브라틸로바 (5), 크리스 에버트 (4)                                                                     |
| =           | 크리스 에버트           | 9    | 마르티나 나브라틸로바 (8), 트레이시 오스틴 (1)                                                                   |
| * 현역 선수 |                         |      | |

출처: 2009 Official Guide to Professional Tennis, 소니 에릭슨 WTA 투어 엮음, 237 페이지, 2009년 4월 28일 업데이트.

#### 타이틀

##### 단식 최다 타이틀
다음 표는 오픈 시대의 공식 WTA 투어 대회 기록만을 대상으로 한다.
| 순위        | 선수명                  | 타이틀 |
| ----------- | ----------------------- | ------ |
| 1           | / 마르티나 나브라틸로바 | 167    |
| 2           | 크리스 에버트           | 154    |
| 3           | 슈테피 그라프           | 107    |
| 4           | 마거릿 코트             | 92     |
| 5           | 이본 굴라공 콜리        | 68     |
| 6           | 빌리 진 킹              | 67     |
| 7           | 린지 대븐포트           | 55     |
| =           | 버지니아 웨이드         | 55     |
| 9           | / 모니카 셀레스         | 53     |
| 10          | 마르티나 힝기스         | 43     |
| 11          | 쥐스틴 에냉             | 41     |
| =           | 비너스 윌리엄스*        | 41     |
| 13          | 킴 클레이스터르스       | 34     |
| =           | 세리나 윌리엄스*        | 69     |
| 15          | 콘치타 마르티네스       | 33     |
| * 현역 선수 |                         |        |

출처: 비너스 윌리엄스와 세리나 윌리엄스(표에 주석으로 표기)를 제외한 모든 선수들의 자료 출처는 2009 Official Guide to Professional Tennis(소니 에릭슨 WTA 투어 엮음) 252 페이지이다. 마거릿 코트와 빌리 진 킹, 버지니아 웨이드는 1968년 오픈 시대가 시작되기 훨씬 전부터 선수생활을 시작하였다. 따라서 위의 통계는 이 세 선수들의 전체 통산 전적을 반영하고 있지는 않다. 예를 들어, 영문 위키 문서 Billie Jean King career statistics에서는 킹이 단식에서 통산 129회 우승했다는 자료를 제시하고 있다. 또한 다음의 외부 웹사이트에서는 마거릿 코트가 단식 경기 통산 197회 우승, 그리고 버지니아 웨이드가 단식 경기 통산 68회 우승 을 기록했다는 자료를 제시하고 있다.

##### 복식 최다 타이틀
다음 표는 오픈 시대의 공식 WTA 투어 대회 기록만을 대상으로 한다.
| 순위        | 선수명                   | 타이틀 |
| ----------- | ------------------------ | ------ |
| 1           | / 마르티나 나브라틸로바  | 177    |
| 2           | 로즈마리 카잘스          | 112    |
| 3           | 팸 슈라이버              | 106    |
| 4           | 빌리 진 킹               | 101    |
| 5           | 나타샤 즈베레바          | 80     |
| 6           | 야나 노보트나            | 76     |
| 7           | 히히 페르난데스          | 68     |
| =           | 아란차 산체스 비카리오   | 68     |
| =           | 헬레나 수코바            | 68     |
| 10          | 리사 레이먼드*           | 67     |
| 11          | 라리사 사브첸코 네일랜드 | 66     |
| 12          | 레네 스텁스*             | 59     |
| 13          | 웬디 턴불                | 55     |
| 14          | 마거릿 코트              | 48     |
| =           | 카라 블랙*               | 48     |
| * 현역 선수 |                          |        |

출처: 리사 레이먼드, 카라 블랙, 레네 스텁스(표에 주석으로 표기)를 제외한 모든 선수들에 대한 자료의 출처는 2009 Official Guide to Professional Tennis(소니 에릭슨 WTA 투어 엮음) 252 페이지이다. 마거릿 코트와 빌리 진 킹은 1968년 오픈 시대가 시작되기 훨씬 전부터 선수생활을 시작하였다. 따라서 위의 통계는 두 선수의 전체 통산 전적을 반영하고 있지는 않다. 예를 들어, 다음의 외부 웹사이트는 마거릿 코트가 복식에서 통산 158회 우승 을 기록했다는 자료를 제시하고 있다.

##### 단식 연속 타이틀 획득 (오픈 시대)
1. 13 - 마르티나 나브라틸로바 (1984)

2. 12 - 마거릿 코트 (1972-1973)

3. 11 - 슈테피 그라프 (1989-1990)

4. 10 - 크리스 에버트 (1974)

5. 9 - 마르티나 나브라틸로바 (1986)

5. 9 - 마거릿 코트 (1970)

7. 8 - 슈테피 그라프 (1988)

7. 8 - 마르티나 나브라틸로바 (1983)
출처: 2009 Official Guide to Professional Tennis, 소니 에릭슨 WTA 투어 엮음, 252 페이지.

##### 연속 한 해 1회 이상 단식 타이틀 획득 (오픈 시대)
1. 21 - 마르티나 나브라틸로바 (1974-1994)

2. 18 - 크리스 에버트 (1971-1988)

3. 14 - 슈테피 그라프 (1986-1999)

4. 11 - 이본 굴라공 콜리 (1970-1980)

4. 11 - 버지니아 웨이드 (1968-1978)

6. 9 - 산드라 체키니 (1984-1992)

6. 9 - 마거릿 코트 (1968-1976)

6. 9 - 린지 대븐포트 (1993-2001)

6. 9 - 콘치타 마르티네스 (1988-1996)

6. 9 - 아란차 산체스 비카리오 (1988-1996)
출처: 2009 Official Guide to Professional Tennis, 소니 에릭슨 WTA 투어 엮음, 252 페이지.

##### 그랜드 슬램 최다 타이틀
|                       | 단식 | 복식 | 혼복 | 단식 | 복식 | 혼복 | 단식 | 복식 | 혼복 | 단식 | 복식 | 혼복 | 단식 | 복식 | 혼복 |    |    |    |
| 마거릿 코트           | 11   | 8    | 2    | 5    | 4    | 4    | 3    | 2    | 5    | 5    | 5    | 8    | 24   | 19   | 19   | 62 |    |    |
| 마르티나 나브라틸로바 | 3    | 8    | 1    | 2    | 7    | 2    | 9    | 7    | 4    | 4    | 9    | 3    | 18   | 31   | 10   | 59 |    |    |
| 빌리 진 킹            | 1    | 0    | 1    | 1    | 1    | 2    | 6    | 10   | 4    | 4    | 5    | 4    | 12   | 16   | 11   | 39 |    |    |
| 마거릿 오스본 듀폰    | A    | A    | A    | A    | A    | 2    | 3    | 0    | 1    | 5    | 1    | 3    | 13   | 9    | 6    | 21 | 10 | 37 |
| 루이즈 브로프 클랩    | 1    | 1    | 0    | 0    | 3    | 0    | 4    | 5    | 4    | 1    | 12   | 4    | 6    | 21   | 8    | 35 |    |    |
| 도리스 하트           | 1    | 1    | 2    | 2    | 5    | 3    | 1    | 4    | 5    | 2    | 4    | 5    | 6    | 14   | 15   | 35 |    |    |

### 연도별 기록

#### 한 해 최고 단식 승률 (오픈 시대)
50승 이상 / 10패 이하를 거둔 선수의 전적만 집계 대상에 포함된다.
| 순위 | 선수명                  | 연도 | 승  | 패 | 승률% |
| ---- | ----------------------- | ---- | --- | -- | ----- |
| 1.   | / 마르티나 나브라틸로바 | 1983 | 86  | 1  | 98.9  |
| 2.   | 슈테피 그라프           | 1989 | 86  | 2  | 97.7  |
| 3.   | / 마르티나 나브라틸로바 | 1984 | 78  | 2  | 97.5  |
| 4.   | 슈테피 그라프           | 1987 | 75  | 2  | 97.4  |
| 5.   | / 마르티나 나브라틸로바 | 1982 | 90  | 3  | 96.8  |
| 6.   | / 마르티나 나브라틸로바 | 1986 | 89  | 3  | 96.7  |
| 7.   | 슈테피 그라프           | 1988 | 72  | 3  | 96.0  |
| 8.   | 마거릿 코트             | 1973 | 102 | 5  | 95.3  |
| 9.   | 크리스 에버트           | 1978 | 56  | 3  | 94.9  |
| 10.  | 마거릿 코트             | 1970 | 109 | 6  | 94.8  |
| 11.  | 크리스 에버트           | 1977 | 70  | 4  | 94.5  |
| 12.  | / 마르티나 나브라틸로바 | 1985 | 84  | 5  | 94.4  |
| 13.  | 마거릿 코트             | 1969 | 96  | 6  | 94.1  |
| 14.  | 마거릿 코트             | 1971 | 63  | 4  | 94.0  |
| =    | 쥐스틴 에냉             | 2007 | 63  | 4  | 94.0  |
| 16.  | 크리스 에버트           | 1975 | 92  | 6  | 93.8  |
| 17.  | 크리스 에버트           | 1976 | 75  | 5  | 93.7  |
| =    | 마르티나 힝기스         | 1997 | 75  | 5  | 93.7  |
| 19.  | 슈테피 그라프           | 1990 | 72  | 5  | 93.5  |
| 20.  | 크리스 에버트           | 1974 | 100 | 7  | 93.4  |
| 21.  | / 모니카 셀레스         | 1992 | 70  | 5  | 93.3  |
| 22.  | 슈테피 그라프           | 1996 | 54  | 4  | 93.1  |
| 23.  | 슈테피 그라프           | 1993 | 76  | 6  | 92.7  |
| 24.  | 크리스 에버트           | 1982 | 75  | 6  | 92.6  |
| 25.  | / 모니카 셀레스         | 1991 | 74  | 6  | 92.5  |
| 26.  | 크리스 에버트           | 1981 | 73  | 6  | 92.4  |
| 27.  | 세리나 윌리엄스         | 2002 | 56  | 5  | 91.8  |
| 28.  | 트레이시 오스틴         | 1980 | 88  | 8  | 91.6  |

출처: 2009 Official Guide to Professional Tennis, 소니 에릭슨 WTA 투어 엮음, 254 페이지.

#### 한 해 단식 최다 우승 (오픈 시대)
1990년 이전 (11 +):

1. 21 - 마거릿 코트 (1970)

2. 18 - 마거릿 코트 (1969, 1973)

3. 17 - 빌리 진 킹 (1971)

4. 16 - 크리스 에버트 (1974, 1975)

4. 16 - 마르티나 나브라틸로바 (1983)

6. 15 - 이본 굴라공 콜리 (1970)

6. 15 - 마르티나 나브라틸로바 (1982)

8. 14 - 마거릿 코트 (1968)

8. 14 - 슈테피 그라프 (1989)

8. 14 - 마르티나 나브라틸로바 (1986)

11. 13 - 마르티나 나브라틸로바 (1984)

12. 12 - 크리스 에버트 (1973, 1976)

12. 12 - 이본 굴라공 콜리 (1971)

12. 12 - 마르티나 나브라틸로바 (1985)

15. 11 - 트레이시 오스틴 (1980)

15. 11 - 크리스 에버트 (1977)

15. 11 - 슈테피 그라프 (1987, 1988)

15. 11 - 마르티나 나브라틸로바 (1978, 1979)
1989년 이후 (8 +):

1. 12 - 마르티나 힝기스 (1997)

2. 10 - 슈테피 그라프 (1990, 1993)

2. 10 - 모니카 셀레스 (1991, 1992)

2. 10 - 쥐스틴 에냉 (2007) 

5. 09 - 모니카 셀레스 (1990)

5. 09 - 슈테피 그라프 (1995)

5. 09 - 마르티나 힝기스 (2000)

5. 09 - 킴 클레이스터르스 (2003, 2005)

9. 08 - 슈테피 그라프 (1992)

9. 08 - 아란차 산체스 비카리오 (1994)

9. 08 - 세리나 윌리엄스 (2002)

9. 08 - 쥐스틴 에냉 (2003)

### 최연소 및 최고령 기록

#### 단식 최연소 우승 (오픈 시대)
다음의 표에는 각 선수가 우승한 최초 대회만 표기되어 있다.
1. 트레이시 오스틴: 14년, 0 개월, 28 일 (1977 포틀랜드)
2. 케이시 리날디: 14년, 6 개월, 24 일 (1981 교토)
3. 제니퍼 캐프리아티: 14년, 6 개월, 29 일 (1990 푸에르토리코)
4. 안드리아 예이거: 14년, 7 개월, 14 일 (1980 라스베이거스)
5. 로라 롭슨: 14년, 9 개월, 19 일 (2008 선덜랜드)
6. 미랴나 루치치: 15년, 1 개월, 25 일 (1997 볼)
7. 니콜 바이디소바: 15년, 3 개월, 23 일 (2004 밴쿠버)
8. 모니카 셀레스: 15년, 4 개월, 29 일 (1989 휴스턴)

#### 단식 최고령 우승 (오픈 시대)
다음의 표에는 각 선수가 우승한 마지막 대회만 명시되어 있다. 예를 들어, 마르티나 나브라틸로바는 33세에서 37세 사이에 아래 명시된 대회 외에도 많은 수의 대회에서 우승했다.
1. 빌리 진 킹: 39년, 7 개월, 23 일 (1983 버밍엄)
2. 마르티나 나브라틸로바: 37년, 4 개월, 2 일 (1994 파리)
3. 마거릿 코트: 34년, 4 개월, 26 일 (1976 멜버른)
4. 크리스 에버트: 33년, 9 개월, 18 일 (1988 뉴올리언스)
5. 나탈리 토지아: 33년, 8 개월 (2001 버밍엄)
6. 버지니아 웨이드: 33년, 2 개월, 2 일 (1978 탬파)
7. 낸시 리치: 33년, 1 개월, 22 일 (1975 피닉스)
8. 에이미 프레이지어: 33년, 1 개월 18 일 (2005 퀘벡 시)

## 같이 보기
- 그랜드 슬램
- 역대 WTA 랭킹 1위 테니스 선수 목록
- 프로 테니스 협회 (ATP)